# Robursport Volley Pesaro
Robursport Volley Pesaro var en volleybollklubb från Pesaro, Italien som var aktiv mellan 1967 och 2013.
Laget spelade länge i de lägre divisionerna. De kvalificerade sig 1982 för spel i serie B, men åkte ur efter första säsongen. De tog 1998 över Viserba spellicens och fick därigenom spela i serie B1. De debuterade i serie A2 (nästa högsta serien) säsongen 2000-2001 och spelade i högsta serien (A1) första gången 2003-2004. Den första säsongen i högsta serien är ett sportsligt misslyckande då de hamnar sist i serien. Klubben kan dock stanna kvar i högsta serien genom att köpa Olimpia Teodora spellicens.
Nästa säsong går det bättre då de kommer fyra och kvalificerar sig för internationellt spel i Europa (CEV Cup 2005-2006). Det internationella äventyret går mycket bra då de vinner turneringen genom att slå Chieri Torino Volley Club i finalen. Även på nationell nivå når klubben framgångar, med tre ligasegrar i rad (2007-2008, 2008-2009 och 2009-2010), dessutom vinner de 2007-2008 återigen CEV Cup.
Den historiska sponsorn Scavolini lämnade säsongen 2012-13 laget, som därför behövde minska sin budget. Detta medförde att klubben vid säsongens slut slutade sin egen verksamhet. Istället bildade de tillsammans med Snoopy Volleyball Pesaro en ny klubb med namnet Volley Pesaro.